# Mydas fruhstorferi
Mydas fruhstorferi är en tvåvingeart som beskrevs av Wulp 1896. Mydas fruhstorferi ingår i släktet Mydas och familjen Mydidae. Inga underarter finns listade i Catalogue of Life.